# Hidroelektrarna Ožbalt
Hidroelektrarna Ožbalt (kratica HE Ožbalt) je ena izmed hidroelektrarn v Sloveniji, ki leži na reki Dravi v bližini naselja Ožbalt. Spada pod podjetje Dravske elektrarne Maribor. 
Gradnja se je začela leta 1957 in končala leta 1960. Izkorišča 10,3 milijona m³ veliko akumulacijsko jezero. Elektrarna lahko deluje z največjo močjo 73 MW in na leto proizvede 305 milijonov kWh. 